# Seznam ulic v městské části Brno-střed
Seznam ulic v městské části Brno-střed uvádí přehled ulic a veřejných prostranství na území městské části Brno-střed.

## Seznam
| Název                   | Pojmenováno po                                          | Souřadnice                       | Obrázek | Commons                      | RÚIAN   | Mapy.cz         |
| ----------------------- | ------------------------------------------------------- | -------------------------------- | ------- | ---------------------------- | ------- | --------------- |
| Anenská                 | klášter dominikánek                                     | 49°11′28″ s. š., 16°36′7″ v. d.  |         | Anenská (Brno)               | 20907   | stre&id=78936   |
| Antonína Procházky      | Antonín Procházka                                       | 49°11′39″ s. š., 16°33′36″ v. d. |         | Antonína Procházky           | 20931   | stre&id=78939   |
| Antonínská              |                                                         | 49°12′8″ s. š., 16°36′18″ v. d.  |         | Antonínská (Brno)            | 20958   | stre&id=78941   |
| Arne Nováka             | Arne Novák                                              | 49°12′2″ s. š., 16°35′55″ v. d.  |         | Arne Nováka (Brno)           | 20991   | stre&id=78945   |
| Bakalovo nábřeží        | Břetislav Bakala                                        | 49°11′4″ s. š., 16°35′59″ v. d.  |         | Bakalovo nábřeží             | 21288   | stre&id=78974   |
| Bartošova               | František Bartoš                                        | 49°12′9″ s. š., 16°36′41″ v. d.  |         | Bartošova (Brno)             | 21091   | stre&id=78955   |
| Barvičova               | Josef Barvič                                            | 49°11′53″ s. š., 16°34′50″ v. d. |         | Barvičova (Brno)             | 21105   | stre&id=78956   |
| Barvířská               | továrna                                                 | 49°11′56″ s. š., 16°37′27″ v. d. |         | Barvířská (Brno)             | 35912   | stre&id=80431   |
| Bauerova                | Viktor Bauer                                            | 49°11′ s. š., 16°34′52″ v. d.    |         | Bauerova (Brno)              | 35921   | stre&id=80432   |
| Bayerova                | August Bayer                                            | 49°12′32″ s. š., 16°36′3″ v. d.  |         | Bayerova (Brno)              | 21148   | stre&id=78960   |
| Bašty                   | městské opevnění v Brně                                 | 49°11′27″ s. š., 16°36′37″ v. d. |         | Bašty (Brno)                 | 21130   | stre&id=78959   |
| Beethovenova            | Ludwig van Beethoven                                    | 49°11′47″ s. š., 16°36′36″ v. d. |         | Beethovenova (Brno)          | 21181   | stre&id=78964   |
| Benešova                | Edvard Beneš                                            | 49°11′35″ s. š., 16°36′49″ v. d. |         | Benešova (Brno)              | 33529   | stre&id=80192   |
| Besední                 | Besední dům                                             | 49°11′45″ s. š., 16°36′17″ v. d. |         | Besední (Brno)               | 21245   | stre&id=78970   |
| Bezručova               | Petr Bezruč                                             | 49°11′17″ s. š., 16°36′10″ v. d. |         | Bezručova (Brno)             | 21261   | stre&id=78972   |
| Bidláky                 |                                                         | 49°10′40″ s. š., 16°36′18″ v. d. |         |                              | 35947   | stre&id=80434   |
| Biskupská               | biskupská rezidence na Petrově                          | 49°11′31″ s. š., 16°36′22″ v. d. |         | Biskupská (Brno)             | 21342   | stre&id=78980   |
| Bohuslava Martinů       | Bohuslav Martinů                                        | 49°11′58″ s. š., 16°34′25″ v. d. |         | Bohuslava Martinů (Brno)     | 21512   | stre&id=78996   |
| Botanická               | botanická zahrada                                       | 49°12′23″ s. š., 16°36′1″ v. d.  |         | Botanická (Brno)             | 21610   | stre&id=79006   |
| Brandlova               | Vincenc Brandl                                          | 49°11′54″ s. š., 16°36′18″ v. d. |         | Brandlova (Brno)             | 35980   | stre&id=80438   |
| Bratislavská            | Bratislava                                              | 49°12′ s. š., 16°37′19″ v. d.    |         | Bratislavská (Brno)          | 21687   | stre&id=79013   |
| Bratří Čapků            | bratři Čapkové                                          | 49°11′58″ s. š., 16°35′27″ v. d. |         | Bratří Čapků (Brno)          | 21695   | stre&id=79014   |
| Bulínova                | Hynek Bulín                                             | 49°12′35″ s. š., 16°35′29″ v. d. |         | Bulínova                     | 719897  | stre&id=144840  |
| Burešova                | Václav Bureš                                            | 49°12′19″ s. š., 16°36′13″ v. d. |         | Burešova (Brno)              | 21971   | stre&id=79042   |
| Bílého                  | František Bílý                                          | 49°11′57″ s. š., 16°34′55″ v. d. |         | Bílého (Brno)                | 21369   | stre&id=78982   |
| Bítešská                | Velká Bíteš                                             | 49°10′16″ s. š., 16°33′20″ v. d. |         | Bítešská (Brno)              | 35955   | stre&id=80435   |
| Běhounská               | Rýn                                                     | 49°11′47″ s. š., 16°36′33″ v. d. |         | Běhounská (Brno)             | 21270   | stre&id=78973   |
| Bělidla                 | bělidlo                                                 | 49°11′15″ s. š., 16°35′35″ v. d. |         | Bělidla (Brno)               | 21296   | stre&id=78975   |
| Březinova               | Otokar Březina                                          | 49°12′19″ s. š., 16°34′55″ v. d. |         | Březinova (Brno)             | 21865   | stre&id=79031   |
| Cejl                    |                                                         | 49°11′54″ s. š., 16°37′14″ v. d. |         | Cejl (Brno)                  | 22063   | stre&id=79051   |
| Celní                   | celnice                                                 | 49°10′44″ s. š., 16°35′39″ v. d. |         | Celní (Brno)                 | 22071   | stre&id=79052   |
| Cihlářská               | cihelna                                                 | 49°12′15″ s. š., 16°36′17″ v. d. |         | Cihlářská (Brno)             | 22314   | stre&id=79076   |
| Cyrilská                | svatý Cyril                                             | 49°11′24″ s. š., 16°37′13″ v. d. |         | Cyrilská (Brno)              | 22373   | stre&id=79082   |
| Denisovy sady           | Ernest Denis                                            | 49°11′27″ s. š., 16°36′21″ v. d. |         | Denisovy sady (Brno)         | 36021   | base&id=1888402 |
| Divadelní               | Mahenovo divadlo                                        | 49°11′42″ s. š., 16°36′50″ v. d. |         | Divadelní (Brno)             | 22683   | stre&id=79112   |
| Dominikánská            | dominikánský klášter                                    | 49°11′36″ s. š., 16°36′23″ v. d. |         | Dominikánská (Brno)          | 22802   | stre&id=79125   |
| Dominikánské náměstí    | dominikánský klášter                                    | 49°11′38″ s. š., 16°36′24″ v. d. |         | Dominikánské náměstí (Brno)  | 22829   | stre&id=79127   |
| Dornych                 |                                                         | 49°11′ s. š., 16°37′19″ v. d.    |         | Dornych                      | 22811   | stre&id=79126   |
| Dostálova               | Gustav Dostál                                           | 49°12′6″ s. š., 16°34′34″ v. d.  |         | Dostálova (Brno)             | 22837   | stre&id=79128   |
| Drobného                | František Drobný                                        | 49°12′39″ s. š., 16°36′47″ v. d. |         | Drobného (Brno)              | 22900   | stre&id=79135   |
| Dvorského               | František Dvorský                                       | 49°10′49″ s. š., 16°36′0″ v. d.  |         | Dvorského (Brno)             | 23035   | stre&id=79148   |
| Dvořákova               | Antonín Dvořák                                          | 49°11′46″ s. š., 16°36′42″ v. d. |         | Dvořákova (Brno)             | 23043   | stre&id=79149   |
| Dřevařská               | sklad                                                   | 49°12′32″ s. š., 16°36′4″ v. d.  |         | Dřevařská (Brno)             | 22934   | stre&id=79138   |
| Foustkova               | Vilém Foustka                                           | 49°12′16″ s. š., 16°34′46″ v. d. |         | Foustkova (Brno)             | 23353   | stre&id=79179   |
| Francouzská             | Francie                                                 | 49°12′6″ s. š., 16°37′9″ v. d.   |         | Francouzská (Brno)           | 23361   | stre&id=79180   |
| Františky Stránecké     | Františka Stránecká                                     | 49°11′53″ s. š., 16°34′53″ v. d. |         | Františky Stránecké (Brno)   | 23396   | stre&id=79183   |
| Františkánská           | klášter františkánů                                     | 49°11′33″ s. š., 16°36′41″ v. d. |         | Františkánská (Brno)         | 23370   | stre&id=79181   |
| Fuchsova                | Bohuslav Fuchs                                          | 49°11′9″ s. š., 16°36′32″ v. d.  |         | Fuchsova (Brno)              | 3031225 | stre&id=5198905 |
| Gallašova               | Josef Heřman Agapit Gallaš                              | 49°10′50″ s. š., 16°35′49″ v. d. |         | Gallašova (Brno)             | 23477   | stre&id=79191   |
| Ghegova                 | Carl von Ghega                                          | 49°11′17″ s. š., 16°36′27″ v. d. |         |                              | 3394697 | stre&id=5199844 |
| Gorazdova               | Svatý Gorazd II.                                        | 49°11′48″ s. š., 16°35′45″ v. d. |         | Gorazdova (Brno)             | 23566   | stre&id=79200   |
| Gorkého                 | Maxim Gorkij                                            | 49°11′59″ s. š., 16°35′50″ v. d. |         | Gorkého (Brno)               | 23574   | stre&id=79201   |
| Grmelova                | Antonín Grmela                                          | 49°10′56″ s. š., 16°35′55″ v. d. |         | Grmelova                     | 23582   | stre&id=79202   |
| Grohova                 | Vladimír Groh                                           | 49°12′1″ s. š., 16°35′37″ v. d.  |         | Grohova (Brno)               | 23604   | stre&id=79204   |
| Havlenova               | Bedřich Havlena                                         | 49°10′52″ s. š., 16°35′48″ v. d. |         | Havlenova (Brno)             | 23795   | stre&id=79223   |
| Havlíčkova              | Karel Havlíček Borovský                                 | 49°12′ s. š., 16°34′50″ v. d.    |         | Havlíčkova (Brno)            | 23809   | stre&id=79224   |
| Heinrichova             | Arnošt Heinrich                                         | 49°11′51″ s. š., 16°35′15″ v. d. |         | Heinrichova (Brno)           | 23876   | stre&id=79231   |
| Helceletova             | Jan Helcelet                                            | 49°11′53″ s. š., 16°35′10″ v. d. |         | Helceletova (Brno)           | 23884   | stre&id=79232   |
| Heršpická               | Horní Heršpice Dolní Heršpice                           | 49°10′14″ s. š., 16°35′59″ v. d. |         | Heršpická (Brno)             | 36102   | stre&id=80450   |
| Hilleho                 | Štěpán Hille                                            | 49°12′11″ s. š., 16°36′41″ v. d. |         | Hilleho                      | 23973   | stre&id=79241   |
| Hladíkova               | Josef Hladík                                            | 49°11′20″ s. š., 16°37′43″ v. d. |         | Hladíkova (Brno)             | 23981   | stre&id=79242   |
| Hlinky                  | hlína                                                   | 49°11′25″ s. š., 16°34′52″ v. d. |         | Hlinky (Brno)                | 24040   | stre&id=79248   |
| Hluboká                 | Červený kopec                                           | 49°10′31″ s. š., 16°35′43″ v. d. |         | Hluboká (Brno)               | 24074   | stre&id=79251   |
| Hlávkova                | Jan Hlávka                                              | 49°11′46″ s. š., 16°34′53″ v. d. |         | Hlávkova (Brno)              | 24023   | stre&id=79246   |
| Hlídka                  | stráž                                                   | 49°11′37″ s. š., 16°36′6″ v. d.  |         | Hlídka (Brno)                | 24058   | stre&id=79249   |
| Holandská               | Holandsko                                               | 49°10′54″ s. š., 16°36′20″ v. d. |         | Holandská (Brno)             | 756717  | stre&id=149844  |
| Hoppova                 | Bedřich Hoppe                                           | 49°12′29″ s. š., 16°36′8″ v. d.  |         | Hoppova                      | 24163   | stre&id=79260   |
| Horní                   | svah                                                    | 49°10′36″ s. š., 16°35′32″ v. d. |         | Horní (Brno)                 | 24201   | stre&id=79264   |
| Hrnčířská               | hrnčíř                                                  | 49°12′33″ s. š., 16°35′50″ v. d. |         | Hrnčířská (Brno)             | 24325   | stre&id=79276   |
| Hroznová                | vinice                                                  | 49°11′48″ s. š., 16°34′17″ v. d. |         | Hroznová (Brno)              | 24341   | stre&id=79278   |
| Husova                  | Jan Hus                                                 | 49°11′25″ s. š., 16°36′21″ v. d. |         | Husova (Brno)                | 24457   | stre&id=79289   |
| Hvězdová                | Josef Stern                                             | 49°12′4″ s. š., 16°37′20″ v. d.  |         | Hvězdová (Brno)              | 23159   | stre&id=79160   |
| Hybešova                | Josef Hybeš                                             | 49°11′21″ s. š., 16°36′9″ v. d.  |         | Hybešova (Brno)              | 24511   | stre&id=79295   |
| Jakubská                | kostel svatého Jakuba Staršího                          | 49°11′47″ s. š., 16°36′25″ v. d. |         | Jakubská (Brno)              | 24597   | stre&id=79303   |
| Jakubské náměstí        | kostel svatého Jakuba Staršího                          | 49°11′47″ s. š., 16°36′28″ v. d. |         | Jakubské náměstí (Brno)      | 24945   | stre&id=79338   |
| Jana Uhra               | Jan Uher                                                | 49°12′8″ s. š., 16°35′42″ v. d.  |         | Jana Uhra (Brno)             | 24651   | stre&id=79309   |
| Janáčkovo náměstí       | Leoš Janáček                                            | 49°12′4″ s. š., 16°36′13″ v. d.  |         | Janáčkovo náměstí (Brno)     | 25020   | stre&id=79346   |
| Jaroslava Foglara       | Jaroslav Foglar                                         | 49°10′58″ s. š., 16°35′34″ v. d. |         |                              | 768596  | stre&id=150038  |
| Jaselská                | Jasło                                                   | 49°11′56″ s. š., 16°36′2″ v. d.  |         | Jaselská (Brno)              | 24716   | stre&id=79315   |
| Jezuitská               | kostel Nanebevzetí Panny Marie                          | 49°11′49″ s. š., 16°36′38″ v. d. |         | Jezuitská (Brno)             | 24902   | stre&id=79334   |
| Jeřabinová              | jeřáb                                                   | 49°11′38″ s. š., 16°35′ v. d.    |         | Jeřabinová (Brno)            | 24872   | stre&id=79331   |
| Jeřábkova               | Viktor Kamil Jeřábek                                    | 49°12′14″ s. š., 16°36′41″ v. d. |         | Jeřábkova (Brno)             | 24881   | stre&id=79332   |
| Jihlavská               | Jihlava                                                 | 49°10′24″ s. š., 16°33′0″ v. d.  |         | Jihlavská (Brno)             | 24929   | stre&id=79336   |
| Jircháře                | jirchář                                                 | 49°11′25″ s. š., 16°36′12″ v. d. |         | Jircháře                     | 24988   | stre&id=79342   |
| Jiráskova               | Alois Jirásek                                           | 49°12′7″ s. š., 16°35′46″ v. d.  |         | Jiráskova (Brno)             | 24970   | stre&id=79341   |
| Jiříkovského            | Václav Jiřikovský                                       | 49°11′50″ s. š., 16°35′22″ v. d. |         | Jiříkovského (Brno)          | 25003   | stre&id=79344   |
| Josefská                | kostel svatého Josefa                                   | 49°11′32″ s. š., 16°36′45″ v. d. |         | Josefská (Brno)              | 25062   | stre&id=79350   |
| Joštova                 | Jošt Moravský                                           | 49°11′51″ s. š., 16°36′19″ v. d. |         | Joštova (Brno)               | 25089   | stre&id=79352   |
| Jánská                  | kostel svatého Jana Křtitele a svatého Jana Evangelisty | 49°11′41″ s. š., 16°36′39″ v. d. |         | Jánská (Brno)                | 24783   | stre&id=79322   |
| Jílová                  | jíl                                                     | 49°10′47″ s. š., 16°35′36″ v. d. |         | Jílová (Brno)                | 25038   | stre&id=79347   |
| Kalvodova               | Alois Kalvoda                                           | 49°11′58″ s. š., 16°34′12″ v. d. |         | Kalvodova (Brno)             | 25275   | stre&id=79371   |
| Kamenná                 |                                                         | 49°11′6″ s. š., 16°35′24″ v. d.  |         | Kamenná (Brno)               | 25313   | stre&id=79375   |
| Kamenná čtvrť           | Kamenná kolonie                                         | 49°11′2″ s. š., 16°35′14″ v. d.  |         | Kamenná kolonie              | 25321   | stre&id=79376   |
| Kamenomlýnská           | Kamenný Mlýn                                            | 49°11′44″ s. š., 16°34′13″ v. d. |         | Kamenomlýnská                | 25330   | stre&id=79377   |
| Kampelíkova             | František Cyril Kampelík                                | 49°11′54″ s. š., 16°35′2″ v. d.  |         | Kampelíkova (Brno)           | 25364   | stre&id=79380   |
| Kaplanova               | Viktor Kaplan                                           | 49°12′5″ s. š., 16°34′27″ v. d.  |         | Kaplanova (Brno)             | 25372   | stre&id=79381   |
| Kapucínské náměstí      | kapucínský klášter v Brně                               | 49°11′30″ s. š., 16°36′35″ v. d. |         | Kapucínské náměstí (Brno)    | 25518   | stre&id=79395   |
| Klácelova               | František Matouš Klácel                                 | 49°12′1″ s. š., 16°34′56″ v. d.  |         | Klácelova (Brno)             | 25551   | stre&id=79399   |
| Kobližná                |                                                         | 49°11′43″ s. š., 16°36′39″ v. d. |         | Kobližná (Brno)              | 25739   | stre&id=79417   |
| Koliště                 | glacis                                                  | 49°11′58″ s. š., 16°36′40″ v. d. |         | Koliště (Brno)               | 25828   | stre&id=79426   |
| Kolískova               | Alois Kolísek                                           | 49°11′20″ s. š., 16°37′21″ v. d. |         |                              | 25836   | stre&id=79427   |
| Komenského náměstí      | Jan Amos Komenský                                       | 49°11′50″ s. š., 16°36′12″ v. d. |         | Komenského náměstí (Brno)    | 26034   | stre&id=79447   |
| Konečného náměstí       | Alois Konečný                                           | 49°12′17″ s. š., 16°35′41″ v. d. |         | Konečného náměstí (Brno)     | 26417   | stre&id=79486   |
| Kopečná                 | svah                                                    | 49°11′31″ s. š., 16°36′10″ v. d. |         | Kopečná (Brno)               | 25984   | stre&id=79442   |
| Kotlářská               | kotlář                                                  | 49°12′25″ s. š., 16°36′3″ v. d.  |         | Kotlářská (Brno)             | 26131   | stre&id=79457   |
| Kounicova               | Václav Robert z Kounic                                  | 49°12′22″ s. š., 16°35′49″ v. d. |         | Kounicova (Brno)             | 26158   | stre&id=79459   |
| Kozí                    |                                                         | 49°11′45″ s. š., 16°36′34″ v. d. |         | Kozí (Brno)                  | 26247   | stre&id=79469   |
| Košťálová               | zahradničení                                            | 49°11′5″ s. š., 16°36′52″ v. d.  |         | Košťálová                    | 26093   | stre&id=79453   |
| Koželužská              | koželuh                                                 | 49°11′30″ s. š., 16°37′34″ v. d. |         |                              | 26255   | stre&id=79470   |
| Kraví hora              | Kraví hora                                              | 49°12′21″ s. š., 16°35′13″ v. d. |         | Kraví hora (street in Brno)  | 26310   | stre&id=79476   |
| Krondlova               | Antonín Krondl                                          | 49°12′17″ s. š., 16°34′46″ v. d. |         | Krondlova (Brno)             | 26441   | stre&id=79489   |
| Kudelova                | Josef Kudela                                            | 49°12′6″ s. š., 16°36′44″ v. d.  |         | Kudelova (Brno)              | 26654   | stre&id=79510   |
| Květinářská             | květinářství                                            | 49°11′32″ s. š., 16°36′35″ v. d. |         | Květinářská (Brno)           | 26794   | stre&id=79524   |
| Květná                  | květina                                                 | 49°11′39″ s. š., 16°34′28″ v. d. |         | Květná (Brno)                | 26808   | stre&id=79525   |
| Körnerova               | Richard Körner                                          | 49°11′55″ s. š., 16°37′7″ v. d.  |         | Körnerova                    | 26832   | stre&id=79528   |
| Křenová                 | Křenová                                                 | 49°11′28″ s. š., 16°37′20″ v. d. |         | Křenová (Brno)               | 26492   | stre&id=79494   |
| Křídlovická             |                                                         | 49°11′18″ s. š., 16°35′55″ v. d. |         | Křídlovická                  | 26557   | stre&id=79500   |
| Křížkovského            | Pavel Křížkovský                                        | 49°11′6″ s. š., 16°34′58″ v. d.  |         | Křížkovského (Brno)          | 26549   | stre&id=79499   |
| Křížová                 |                                                         | 49°11′16″ s. š., 16°35′39″ v. d. |         | Křížová (Brno)               | 26565   | stre&id=79501   |
| Leitnerova              | František Leitner                                       | 49°11′23″ s. š., 16°36′9″ v. d.  |         | Leitnerova                   | 26913   | stre&id=79536   |
| Lerchova                | Matyáš Lerch                                            | 49°11′58″ s. š., 16°34′59″ v. d. |         | Lerchova (Brno)              | 26956   | stre&id=79540   |
| Lidická                 | Lidice                                                  | 49°12′17″ s. š., 16°36′22″ v. d. |         | Lidická (Brno)               | 27031   | stre&id=79548   |
| Lipová                  | lípa                                                    | 49°11′40″ s. š., 16°34′48″ v. d. |         | Lipová (Brno)                | 27065   | stre&id=79551   |
| Londýnské náměstí       | Londýn                                                  | 49°10′20″ s. š., 16°35′54″ v. d. |         | Londýnské náměstí            | 759554  | stre&id=148408  |
| Ludmily Konečné         | Ludmila Konečná                                         | 49°11′8″ s. š., 16°35′35″ v. d.  |         | Ludmily Konečné              | 27201   | stre&id=79565   |
| Ludvíka Podéště         | Ludvík Podéšť                                           | 49°12′2″ s. š., 16°34′11″ v. d.  |         |                              | 27219   | stre&id=79566   |
| Lužická                 | Lužice                                                  | 49°12′22″ s. š., 16°35′4″ v. d.  |         |                              | 27251   | stre&id=79570   |
| Lužánecká               | Lužánky                                                 | 49°12′17″ s. š., 16°36′36″ v. d. |         | Lužánecká                    | 27235   | stre&id=79568   |
| Mahenova                | Jiří Mahen                                              | 49°11′47″ s. š., 16°35′10″ v. d. |         | Mahenova (Brno)              | 27995   | stre&id=79644   |
| Malinovského náměstí    | Rodion Jakovlevič Malinovskij                           | 49°11′45″ s. š., 16°36′50″ v. d. |         | Malinovského náměstí (Brno)  | 28339   | stre&id=79677   |
| Malá Amerika            | skladiště Amerika                                       | 49°11′15″ s. š., 16°36′28″ v. d. |         | Malá Amerika (Brno)          | 3394808 | stre&id=5199845 |
| Marešova                | František Mareš                                         | 49°11′51″ s. š., 16°36′7″ v. d.  |         | Marešova (Brno)              | 27430   | stre&id=79588   |
| Marie Pujmanové         | Marie Pujmanová                                         | 49°11′53″ s. š., 16°34′18″ v. d. |         | Marie Pujmanové (Brno)       | 27481   | stre&id=79593   |
| Masarykova              | Tomáš Garrigue Masaryk                                  | 49°11′36″ s. š., 16°36′35″ v. d. |         | Masarykova (Brno)            | 27596   | stre&id=79604   |
| Masná                   | jatka                                                   | 49°11′4″ s. š., 16°37′34″ v. d.  |         | Masná (Brno)                 | 27600   | stre&id=79605   |
| Mendlovo náměstí        | Gregor Mendel                                           | 49°11′26″ s. š., 16°35′40″ v. d. |         | Mendlovo náměstí             | 28428   | stre&id=79686   |
| Mezírka                 |                                                         | 49°12′4″ s. š., 16°36′17″ v. d.  |         | Mezírka (Brno)               | 27863   | stre&id=79631   |
| Mečová                  | zbrojnice                                               | 49°11′35″ s. š., 16°36′28″ v. d. |         | Mečová (Brno)                | 27758   | stre&id=79620   |
| Milady Horákové         | Milada Horáková                                         | 49°12′4″ s. š., 16°36′52″ v. d.  |         | Milady Horákové (Brno)       | 33537   | stre&id=80193   |
| Minoritská              | klášter minoritů                                        | 49°11′38″ s. š., 16°36′40″ v. d. |         | Minoritská (Brno)            | 27979   | stre&id=79642   |
| Mlýnská                 | mlýn                                                    | 49°11′26″ s. š., 16°37′3″ v. d.  |         | Mlýnská (Brno)               | 28037   | stre&id=79648   |
| Moravské náměstí        | Morava                                                  | 49°11′56″ s. š., 16°36′24″ v. d. |         | Moravské náměstí (Brno)      | 28533   | stre&id=79696   |
| Mozartova               | Wolfgang Amadeus Mozart                                 | 49°11′48″ s. š., 16°36′40″ v. d. |         | Mozartova (Brno)             | 28177   | stre&id=79661   |
| Muzejní                 | Moravské zemské muzeum                                  | 49°11′30″ s. š., 16°36′32″ v. d. |         | Muzejní (Brno)               | 28223   | stre&id=79666   |
| Mášova                  | Jan Máša                                                | 49°12′1″ s. š., 16°36′23″ v. d.  |         | Mášova                       | 27740   | stre&id=79619   |
| Měnínská                | Měnínská brána                                          | 49°11′41″ s. š., 16°36′45″ v. d. |         | Měnínská (Brno)              | 27880   | stre&id=79633   |
| Nerudova                | Jan Neruda                                              | 49°12′22″ s. š., 16°35′43″ v. d. |         | Nerudova (Brno)              | 28720   | stre&id=79715   |
| Neumannova              | František Neumann                                       | 49°11′45″ s. š., 16°34′37″ v. d. |         | Neumannova (Brno)            | 28762   | stre&id=79719   |
| Novobranská             |                                                         | 49°11′35″ s. š., 16°36′47″ v. d. |         | Novobranská (Brno)           | 28886   | stre&id=79731   |
| Nové sady               | Nové Sady                                               | 49°11′5″ s. š., 16°36′10″ v. d.  |         | Nové sady (Brno)             | 28916   | stre&id=79734   |
| Nádražní                | Brno hlavní nádraží                                     | 49°11′27″ s. š., 16°36′41″ v. d. |         | Nádražní (Brno)              | 33081   | stre&id=80148   |
| Nádvorní                | nádvoří                                                 | 49°11′12″ s. š., 16°36′0″ v. d.  |         |                              | 27120   | stre&id=79557   |
| Náplavka                | Svratka                                                 | 49°11′10″ s. š., 16°36′5″ v. d.  |         | Náplavka (Brno)              | 28657   | stre&id=79708   |
| Obilní trh              | cereálie a pseudocereálie                               | 49°11′56″ s. š., 16°35′51″ v. d. |         | Obilní trh                   | 28622   | stre&id=79705   |
| Oblouková               | tvar                                                    | 49°10′28″ s. š., 16°35′41″ v. d. |         | Oblouková (Brno)             | 36455   | stre&id=80484   |
| Opavská                 | Opava                                                   | 49°10′49″ s. š., 16°36′2″ v. d.  |         |                              | 29114   | stre&id=79754   |
| Opletalova              | Jan Opletal                                             | 49°11′49″ s. š., 16°36′17″ v. d. |         | Opletalova (Brno)            | 29149   | stre&id=79757   |
| Opuštěná                | umístění                                                | 49°11′5″ s. š., 16°36′43″ v. d.  |         | Opuštěná (Brno)              | 29165   | stre&id=79759   |
| Orlí                    |                                                         | 49°11′37″ s. š., 16°36′41″ v. d. |         | Orlí (Brno)                  | 29173   | stre&id=79760   |
| Panenská                |                                                         | 49°11′40″ s. š., 16°36′21″ v. d. |         | Panenská (Brno)              | 36510   | stre&id=80490   |
| Panská                  | mincovna                                                | 49°11′37″ s. š., 16°36′30″ v. d. |         | Panská (Brno)                | 29378   | stre&id=79780   |
| Pavlíkova               | František Pavlík                                        | 49°11′43″ s. š., 16°35′0″ v. d.  |         | Pavlíkova (Brno)             | 29416   | stre&id=79784   |
| Pekařská                | bekyně                                                  | 49°11′31″ s. š., 16°36′4″ v. d.  |         | Pekařská (Brno)              | 29459   | stre&id=79788   |
| Pekárenská              | pekárna                                                 | 49°12′6″ s. š., 16°36′2″ v. d.   |         | Pekárenská (Brno)            | 29467   | stre&id=79789   |
| Pellicova               | Silvio Pellico                                          | 49°11′33″ s. š., 16°35′55″ v. d. |         | Pellicova                    | 29475   | stre&id=79790   |
| Peroutková              | ptačí křídlo                                            | 49°11′32″ s. š., 16°36′27″ v. d. |         | Peroutková (Brno)            | 36544   | stre&id=80493   |
| Petrov                  | katedrála svatého Petra a Pavla                         | 49°11′29″ s. š., 16°36′26″ v. d. |         | Petrov (street, Brno)        | 29513   | stre&id=79794   |
| Petrská                 | katedrála svatého Petra a Pavla                         | 49°11′30″ s. š., 16°36′27″ v. d. |         | Petrská (Brno)               | 36561   | stre&id=80495   |
| Pionýrská               | průkopník                                               | 49°12′30″ s. š., 16°36′24″ v. d. |         | Pionýrská (Brno)             | 29564   | stre&id=79799   |
| Pisárecká               | Pisárky                                                 | 49°11′28″ s. š., 16°33′46″ v. d. |         | Pisárecká                    | 29599   | stre&id=79801   |
| Pivovarská              | Pivovar a sladovna Starobrno                            | 49°11′33″ s. š., 16°35′36″ v. d. |         | Pivovarská (Brno)            | 36579   | stre&id=80496   |
| Placzkova               | Georg Placzek                                           | 49°11′11″ s. š., 16°36′47″ v. d. |         | Placzkova                    | 3029867 | stre&id=5198900 |
| Plotní                  | zahrada                                                 | 49°11′ s. š., 16°37′9″ v. d.     |         | Plotní (Brno)                | 29688   | stre&id=79810   |
| Plynárenská             | plynárna                                                | 49°11′51″ s. š., 16°37′34″ v. d. |         | Plynárenská (Brno)           | 36609   | stre&id=80499   |
| Pod Červenou skálou     |                                                         | 49°10′59″ s. š., 16°35′18″ v. d. |         |                              | 724998  | stre&id=145322  |
| Podnásepní              | násyp                                                   | 49°11′40″ s. š., 16°37′26″ v. d. |         | Podnásepní                   | 29866   | stre&id=79828   |
| Pohořelec               |                                                         | 49°11′43″ s. š., 16°36′43″ v. d. |         | Pohořelec (Brno)             | 36684   | stre&id=80507   |
| Polní                   | pole                                                    | 49°11′3″ s. š., 16°35′56″ v. d.  |         | Polní (Brno)                 | 30007   | stre&id=79842   |
| Ponávka                 | Ponávka                                                 | 49°11′51″ s. š., 16°36′57″ v. d. |         | Ponávka (Brno)               | 30031   | stre&id=79845   |
| Poříčí                  | Svratka                                                 | 49°11′10″ s. š., 16°35′56″ v. d. |         | Poříčí (Brno)                | 30082   | stre&id=79850   |
| Poštovská               | hlavní pošta                                            | 49°11′41″ s. š., 16°36′36″ v. d. |         | Poštovská (Brno)             | 30112   | stre&id=79853   |
| Pražákova               | Alois Pražák                                            | 49°9′59″ s. š., 16°36′8″ v. d.   |         |                              | 30201   | stre&id=79862   |
| Preslova                | Jan Svatopluk Presl                                     | 49°11′50″ s. š., 16°34′34″ v. d. |         | Preslova (Brno)              | 30236   | stre&id=79865   |
| Průchodní               | umístění                                                | 49°11′36″ s. š., 16°36′33″ v. d. |         | Průchodní (Brno)             | 30350   | stre&id=79877   |
| Příkop                  | Ponávka                                                 | 49°11′58″ s. š., 16°36′53″ v. d. |         | Příkop (Brno)                | 30481   | stre&id=79890   |
| Přízova                 | Karel Příza                                             | 49°11′23″ s. š., 16°36′58″ v. d. |         | Přízova (Brno)               | 30520   | stre&id=79894   |
| Příční                  | umístění                                                | 49°12′ s. š., 16°36′58″ v. d.    |         | Příční (Brno)                | 30457   | stre&id=79887   |
| Pšeník                  |                                                         | 49°10′25″ s. š., 16°35′44″ v. d. |         | Pšeník                       | 30538   | stre&id=79895   |
| Radlas                  |                                                         | 49°11′53″ s. š., 16°37′27″ v. d. |         | Radlas                       | 30627   | stre&id=79904   |
| Radnická                | Stará radnice                                           | 49°11′35″ s. š., 16°36′32″ v. d. |         | Radnická (Brno)              | 30635   | stre&id=79905   |
| Rašínova                | Alois Rašín                                             | 49°11′46″ s. š., 16°36′28″ v. d. |         | Rašínova (Brno)              | 33910   | stre&id=80231   |
| Renneská třída          | Rennes                                                  | 49°10′52″ s. š., 16°35′58″ v. d. |         | Renneská třída (Brno)        | 32131   | stre&id=80054   |
| Resslova                | Josef Ressel                                            | 49°12′25″ s. š., 16°35′28″ v. d. |         | Resslova (Brno)              | 36706   | stre&id=80509   |
| Rezkova                 | Antonín Rezek                                           | 49°12′ s. š., 16°34′30″ v. d.    |         | Rezkova (Brno)               | 30805   | stre&id=79922   |
| Rooseveltova            | Franklin Delano Roosevelt                               | 49°11′51″ s. š., 16°36′41″ v. d. |         | Rooseveltova (Brno)          | 30911   | stre&id=79933   |
| Rosická                 | Brno dolní nádraží                                      | 49°11′2″ s. š., 16°36′57″ v. d.  |         | Rosická (Brno)               | 36714   | stre&id=80510   |
| Roubalova               | Stanislav Roubal                                        | 49°11′50″ s. š., 16°35′10″ v. d. |         | Roubalova (Brno)             | 30970   | stre&id=79939   |
| Rovná                   | tvar                                                    | 49°10′50″ s. š., 16°35′34″ v. d. |         |                              | 31003   | stre&id=79942   |
| Rudišova                | Jan Křtitel Rudiš                                       | 49°12′5″ s. š., 16°34′46″ v. d.  |         | Rudišova (Brno)              | 31071   | stre&id=79949   |
| Rullerovo nábřeží       | Ivan Ruller                                             | 49°11′5″ s. š., 16°36′5″ v. d.   |         | Rullerovo nábřeží            | 3528545 | stre&id=5200301 |
| Rumiště                 | rumiště                                                 | 49°11′28″ s. š., 16°37′2″ v. d.  |         | Rumiště                      | 31089   | stre&id=79950   |
| Rybkova                 | Vladislav Rybka                                         | 49°12′16″ s. š., 16°35′24″ v. d. |         | Rybkova                      | 31143   | stre&id=79956   |
| Rybářská                | sádky                                                   | 49°11′13″ s. š., 16°35′18″ v. d. |         | Rybářská (Brno)              | 31135   | stre&id=79955   |
| Schovaná                | umístění                                                | 49°11′33″ s. š., 16°35′29″ v. d. |         | Schovaná (Brno)              | 31381   | stre&id=79979   |
| Sedlákova               | Jan Sedlák                                              | 49°12′4″ s. š., 16°34′42″ v. d.  |         | Sedlákova (Brno)             | 31411   | stre&id=79982   |
| Sevřená                 |                                                         | 49°12′35″ s. š., 16°35′35″ v. d. |         | Sevřená (Brno)               | 719919  | stre&id=144842  |
| Skořepka                |                                                         | 49°11′34″ s. š., 16°37′1″ v. d.  |         | Skořepka (Brno)              | 31542   | stre&id=79995   |
| Skrytá                  | umístění                                                | 49°11′45″ s. š., 16°36′22″ v. d. |         | Skrytá (Brno)                | 31585   | stre&id=79999   |
| Sladová                 | sladovna                                                | 49°11′34″ s. š., 16°35′49″ v. d. |         | Sladová (Brno)               | 31631   | stre&id=80004   |
| Slovákova               | Alois Slovák                                            | 49°12′1″ s. š., 16°36′8″ v. d.   |         | Slovákova (Brno)             | 31780   | stre&id=80019   |
| Smetanova               | Bedřich Smetana                                         | 49°12′8″ s. š., 16°36′12″ v. d.  |         | Smetanova (Brno)             | 31828   | stre&id=80023   |
| Sobotkova               | Josef Sobotka                                           | 49°10′55″ s. š., 16°35′51″ v. d. |         | Sobotkova                    | 31895   | stre&id=80030   |
| Sokolská                | Sokol                                                   | 49°12′14″ s. š., 16°36′0″ v. d.  |         | Sokolská (Brno)              | 31933   | stre&id=80034   |
| Solniční                | solnice                                                 | 49°11′49″ s. š., 16°36′22″ v. d. |         | Solniční (Brno)              | 31950   | stre&id=80036   |
| Soudní                  | Brněnská káznice                                        | 49°11′58″ s. š., 16°37′19″ v. d. |         | Soudní (Brno)                | 31984   | stre&id=80039   |
| Soukenická              | továrna                                                 | 49°11′18″ s. š., 16°36′20″ v. d. |         | Soukenická (Brno)            | 31992   | stre&id=80040   |
| Soukopova               | Jan Nepomuk Soukop                                      | 49°11′59″ s. š., 16°34′47″ v. d. |         | Soukopova (Brno)             | 32000   | stre&id=80041   |
| Sovinec                 |                                                         | 49°10′25″ s. š., 16°35′41″ v. d. |         | Sovinec (Brno)               | 32026   | stre&id=80043   |
| Spálená                 | Velká synagoga                                          | 49°11′25″ s. š., 16°36′57″ v. d. |         | Spálená (Brno)               | 36838   | stre&id=80522   |
| Starobrněnská           | Staré Brno                                              | 49°11′33″ s. š., 16°36′25″ v. d. |         | Starobrněnská (Brno)         | 32166   | stre&id=80057   |
| Stará                   | čas                                                     | 49°12′ s. š., 16°37′3″ v. d.     |         | Stará (Brno)                 | 32140   | stre&id=80055   |
| Stavební                | sklad                                                   | 49°11′37″ s. š., 16°37′24″ v. d. |         | Stavební (Brno)              | 32191   | stre&id=80060   |
| Stojanova               | Antonín Cyril Stojan                                    | 49°11′59″ s. š., 16°35′31″ v. d. |         | Stojanova (Brno)             | 32221   | stre&id=80063   |
| Stráň                   | svah                                                    | 49°10′47″ s. š., 16°35′21″ v. d. |         |                              | 32263   | stre&id=80067   |
| Strážní                 | vrátnice                                                | 49°10′33″ s. š., 16°35′59″ v. d. |         | Strážní (Brno)               | 36871   | stre&id=80526   |
| Strž                    | svah                                                    | 49°10′43″ s. š., 16°35′26″ v. d. |         |                              | 32310   | stre&id=80072   |
| Studánka                | Fons salutis                                            | 49°11′29″ s. š., 16°36′16″ v. d. |         | Studánka (Brno)              | 32361   | stre&id=80077   |
| Středova                | Martin Středa                                           | 49°11′43″ s. š., 16°36′24″ v. d. |         | Středova (Brno)              | 32336   | stre&id=80074   |
| Sukova                  | Josef Suk                                               | 49°11′45″ s. š., 16°36′45″ v. d. |         | Sukova (Brno)                | 32409   | stre&id=80081   |
| Sušilova                | František Sušil                                         | 49°12′20″ s. š., 16°35′58″ v. d. |         | Sušilova (Brno)              | 32417   | stre&id=80082   |
| Tkalcovská              | tkadlec                                                 | 49°11′56″ s. š., 16°37′39″ v. d. |         | Tkalcovská (Brno)            | 33278   | stre&id=80167   |
| Tomešova                | Karel Tomeš                                             | 49°11′41″ s. š., 16°35′32″ v. d. |         | Tomešova (Brno)              | 33324   | stre&id=80172   |
| Traubova                | Hugo Traub                                              | 49°12′9″ s. š., 16°36′53″ v. d.  |         | Traubova (Brno)              | 33383   | stre&id=80178   |
| Trnitá                  | Trnitá                                                  | 49°11′29″ s. š., 16°37′4″ v. d.  |         | Trnitá (Brno)                | 33413   | stre&id=80181   |
| Trýbova                 | Antonín Trýb                                            | 49°11′42″ s. š., 16°35′40″ v. d. |         | Trýbova (Brno)               | 33456   | stre&id=80185   |
| Tučkova                 | Josef Tuček                                             | 49°12′23″ s. š., 16°35′55″ v. d. |         | Tučkova (Brno)               | 33561   | stre&id=80196   |
| Tvrdého                 | Josef Tvrdý                                             | 49°11′46″ s. š., 16°35′24″ v. d. |         | Tvrdého (Brno)               | 33651   | stre&id=80205   |
| Tyršův sad              | Miroslav Tyrš                                           | 49°12′10″ s. š., 16°36′11″ v. d. |         | Tyršův sad (Brno)            | 37044   | base&id=1923550 |
| Táborského nábřeží      | František Táborský                                      | 49°11′10″ s. š., 16°35′38″ v. d. |         | Táborského nábřeží           | 34045   | stre&id=80244   |
| Tůmova                  | František Sokol-Tůma                                    | 49°12′19″ s. š., 16°34′58″ v. d. |         | Tůmova (Brno)                | 33634   | stre&id=80203   |
| Uhelná                  | uhlí                                                    | 49°11′11″ s. š., 16°36′32″ v. d. |         | Uhelná (Brno)                | 33871   | stre&id=80227   |
| Ulička Václava Havla    | Václav Havel                                            | 49°11′29″ s. š., 16°36′29″ v. d. |         | Ulička Václava Havla (Brno)  | 1155661 | stre&id=5185200 |
| Vachova                 | Ferdinand Vach                                          | 49°11′45″ s. š., 16°36′42″ v. d. |         | Vachova (Brno)               | 34185   | stre&id=80258   |
| Valcha                  | továrna                                                 | 49°11′54″ s. š., 16°37′23″ v. d. |         | Valcha (Brno)                | 37125   | stre&id=80551   |
| Vaňkovo náměstí         | Karel Vaněk                                             | 49°11′42″ s. š., 16°35′9″ v. d.  |         | Vaňkovo náměstí (Brno)       | 36188   | stre&id=80458   |
| Ve Vaňkovce             | Vaňkovka                                                | 49°11′14″ s. š., 16°36′57″ v. d. |         | Ve Vaňkovce                  | 710181  | stre&id=143923  |
| Veletržní               | Brněnské výstaviště                                     | 49°11′20″ s. š., 16°35′26″ v. d. |         | Veletržní (Brno)             | 37141   | stre&id=80553   |
| Veselá                  | obchodník                                               | 49°11′43″ s. š., 16°36′22″ v. d. |         | Veselá (Brno)                | 34452   | stre&id=80285   |
| Veveří                  | Veveří                                                  | 49°11′59″ s. š., 16°36′7″ v. d.  |         | Veveří (street in Brno)      | 34487   | stre&id=80288   |
| Vinařská                | vinice                                                  | 49°11′35″ s. š., 16°34′49″ v. d. |         | Vinařská (Brno)              | 34533   | stre&id=80293   |
| Vinohrady               | vinice                                                  | 49°10′45″ s. š., 16°34′53″ v. d. |         | Vinohrady (street in Brno)   | 34568   | stre&id=80296   |
| Vlhká                   | Ponávka                                                 | 49°11′43″ s. š., 16°37′3″ v. d.  |         | Vlhká (Brno)                 | 34657   | stre&id=80305   |
| Vlněna                  | Vlněna                                                  | 49°11′21″ s. š., 16°37′4″ v. d.  |         |                              | 2494035 | stre&id=5196791 |
| Vodařská                | Svratka                                                 | 49°10′34″ s. š., 16°36′59″ v. d. |         |                              | 34690   | stre&id=80309   |
| Vodní                   | Svratecký náhon                                         | 49°11′23″ s. š., 16°36′16″ v. d. |         | Vodní (Brno)                 | 34703   | stre&id=80310   |
| Vojtova                 | František Vojta                                         | 49°10′58″ s. š., 16°35′51″ v. d. |         | Vojtova (Brno)               | 34746   | stre&id=80314   |
| Vrchlického sad         | Jaroslav Vrchlický                                      | 49°12′16″ s. š., 16°36′45″ v. d. |         | Vrchlického sad              | 34908   | stre&id=80330   |
| Vsetínská               | Vsetín                                                  | 49°10′43″ s. š., 16°35′55″ v. d. |         | Vsetínská (Brno)             | 34932   | stre&id=80333   |
| Vysoká                  | výška                                                   | 49°10′25″ s. š., 16°35′39″ v. d. |         | Vysoká (Brno)                | 34991   | stre&id=80339   |
| Václavská               | kostel svatého Václava                                  | 49°11′20″ s. š., 16°35′47″ v. d. |         | Václavská (Brno)             | 34321   | stre&id=80272   |
| Vídeňská                | Vídeň                                                   | 49°10′15″ s. š., 16°35′52″ v. d. |         | Vídeňská (Brno)              | 34584   | stre&id=80298   |
| Výstaviště              | Brněnské výstaviště                                     | 49°11′20″ s. š., 16°35′8″ v. d.  |         | Výstaviště (Brno)            | 37176   | stre&id=80556   |
| Výstavní                | Brněnské výstaviště                                     | 49°11′23″ s. š., 16°35′25″ v. d. |         | Výstavní (Brno)              | 35106   | stre&id=80350   |
| Všetičkova              | Bohuslav Všetička                                       | 49°11′52″ s. š., 16°35′23″ v. d. |         | Všetičkova (Brno)            | 34941   | stre&id=80334   |
| Wanklova                | Jindřich Wankel                                         | 49°12′ s. š., 16°34′41″ v. d.    |         | Wanklova (Brno)              | 35157   | stre&id=80355   |
| Wilsonův les            | Woodrow Wilson                                          | 49°12′19″ s. š., 16°34′24″ v. d. |         | Wilsonův les                 | 36781   | base&id=1923551 |
| Wolkrova                | Jiří Wolker                                             | 49°12′4″ s. š., 16°34′38″ v. d.  |         | Wolkrova (Brno)              | 35190   | stre&id=80359   |
| Wurmova                 | Miloš Wurm                                              | 49°12′11″ s. š., 16°34′43″ v. d. |         | Wurmova (Brno)               | 35211   | stre&id=80361   |
| Ypsilantiho             | Alexandr Ypsilantis                                     | 49°11′16″ s. š., 16°35′43″ v. d. |         | Ypsilantiho                  | 35220   | stre&id=80362   |
| Za divadlem             | Mahenovo divadlo                                        | 49°11′48″ s. š., 16°36′49″ v. d. |         | Za divadlem (Brno)           | 35238   | stre&id=80363   |
| Zachova                 | František Alexandr Zach                                 | 49°11′49″ s. š., 16°35′25″ v. d. |         | Zachova (Brno)               | 35271   | stre&id=80367   |
| Zahradnická             | zahrada                                                 | 49°11′14″ s. š., 16°35′53″ v. d. |         | Zahradnická (Brno)           | 35297   | stre&id=80369   |
| Zahradníkova            | Karel Zahradník                                         | 49°12′27″ s. š., 16°35′52″ v. d. |         | Zahradníkova (Brno)          | 35319   | stre&id=80371   |
| Zderadova               | Zderad                                                  | 49°11′26″ s. š., 16°37′38″ v. d. |         | Zderadova (Brno)             | 778401  | stre&id=151119  |
| Zedníkova               | Florián Zedník                                          | 49°11′15″ s. š., 16°35′17″ v. d. |         | Zedníkova (Brno)             | 35564   | stre&id=80396   |
| Zelný trh               | zelenina                                                | 49°11′33″ s. š., 16°36′32″ v. d. |         | Zelný trh (Brno)             | 35602   | stre&id=80400   |
| Zvonařka                | Vaňkovka                                                | 49°11′17″ s. š., 16°37′22″ v. d. |         | Zvonařka (Brno)              | 35769   | stre&id=80416   |
| Zámečnická              | zámečník                                                | 49°11′40″ s. š., 16°36′27″ v. d. |         | Zámečnická (Brno)            | 35459   | stre&id=80385   |
| Závodní                 | Sokolský stadion                                        | 49°12′10″ s. š., 16°36′1″ v. d.  |         | Závodní (Brno)               | 35513   | stre&id=80391   |
| náměstí 28. října       | vznik Československa                                    | 49°12′8″ s. š., 16°36′47″ v. d.  |         | Náměstí 28. října (Brno)     | 29041   | stre&id=79747   |
| náměstí Ludvíka Kundery | Ludvík Kundera                                          | 49°11′45″ s. š., 16°36′19″ v. d. |         | Náměstí Ludvíka Kundery      | 2680831 | stre&id=5197362 |
| náměstí Míru            | mír                                                     | 49°12′8″ s. š., 16°34′53″ v. d.  |         | Náměstí Míru (Brno)          | 28541   | stre&id=79697   |
| náměstí Svobody         | svoboda                                                 | 49°11′42″ s. š., 16°36′30″ v. d. |         | Náměstí Svobody (Brno)       | 28631   | stre&id=79706   |
| třída Kpt. Jaroše       | Otakar Jaroš                                            | 49°12′2″ s. š., 16°36′40″ v. d.  |         | Třída Kapitána Jaroše        | 34819   | stre&id=80321   |
| ulička Kurta Gödela     | Kurt Gödel                                              | 49°11′30″ s. š., 16°36′17″ v. d. |         | Ulička Kurta Gödela          | 2514702 | stre&id=5196886 |
| Údolní                  | údolí                                                   | 49°11′57″ s. š., 16°35′14″ v. d. |         | Údolní (Brno)                | 34053   | stre&id=80245   |
| Úvoz                    | Špilberk                                                | 49°11′40″ s. š., 16°35′42″ v. d. |         | Úvoz (Brno)                  | 34118   | stre&id=80251   |
| Úzká                    | šířka                                                   | 49°11′20″ s. š., 16°36′45″ v. d. |         | Úzká (Brno)                  | 34126   | stre&id=80252   |
| Čechyňská               |                                                         | 49°11′22″ s. š., 16°37′15″ v. d. |         | Čechyňská (Brno)             | 22403   | stre&id=79085   |
| Červený kopec           | Červený kopec                                           | 49°10′57″ s. š., 16°35′15″ v. d. |         |                              | 22535   | stre&id=79098   |
| Česká                   | Češi                                                    | 49°11′46″ s. š., 16°36′23″ v. d. |         | Česká (Brno)                 | 22551   | stre&id=79100   |
| Čápkova                 | Karel Čápek                                             | 49°12′7″ s. š., 16°35′40″ v. d.  |         | Čápkova (Brno)               | 22390   | stre&id=79084   |
| Řeznická                | jatka                                                   | 49°11′19″ s. š., 16°37′14″ v. d. |         | Řeznická (Brno)              | 31241   | stre&id=79965   |
| Šilingrovo náměstí      | Tomáš Eduard Šilinger                                   | 49°11′33″ s. š., 16°36′20″ v. d. |         | Šilingrovo náměstí (Brno)    | 33898   | stre&id=80229   |
| Špilberk                | Špilberk                                                | 49°11′41″ s. š., 16°35′53″ v. d. |         | Špilberk (street in Brno)    | 36935   | stre&id=80532   |
| Špitálka                | louka                                                   | 49°11′35″ s. š., 16°37′17″ v. d. |         | Špitálka (Brno)              | 32883   | stre&id=80129   |
| Štefánikova             | Milan Rastislav Štefánik                                | 49°12′42″ s. š., 16°36′7″ v. d.  |         | Štefánikova (Brno)           | 22675   | stre&id=79111   |
| Štýřické nábřeží        | Štýřice                                                 | 49°10′58″ s. š., 16°36′23″ v. d. |         | Štýřické nábřeží (Brno)      | 36943   | stre&id=80533   |
| Štěpánská               |                                                         | 49°11′27″ s. š., 16°37′10″ v. d. |         | Štěpánská (Brno)             | 32948   | stre&id=80135   |
| Šujanovo náměstí        | František Šujan                                         | 49°11′23″ s. š., 16°37′13″ v. d. |         | Šujanovo náměstí             | 33995   | stre&id=80239   |
| Šumavská                | Šumava                                                  | 49°12′42″ s. š., 16°35′46″ v. d. |         | Šumavská (Brno)              | 33014   | stre&id=80142   |
| Žabovřeská              | Žabovřesky                                              | 49°12′11″ s. š., 16°34′4″ v. d.  |         | Žabovřeská (Brno)            | 37184   | stre&id=80557   |
| Železniční              | železniční trať Brno–Jihlava                            | 49°10′58″ s. š., 16°37′6″ v. d.  |         | Železniční (Brno)            | 35823   | stre&id=80422   |
| Žerotínovo náměstí      | Karel starší ze Žerotína                                | 49°11′55″ s. š., 16°36′16″ v. d. |         | Žerotínovo náměstí (Brno)    | 35831   | stre&id=80423   |
| Žižkova                 | Jan Žižka                                               | 49°12′23″ s. š., 16°35′26″ v. d. |         | Žižkova (Brno)               | 35882   | stre&id=80428   |
| Žlutý kopec             | Žlutý kopec                                             | 49°11′39″ s. š., 16°35′6″ v. d.  |         | Žlutý kopec (street in Brno) | 35904   | stre&id=80430   |